# 닥터 수스

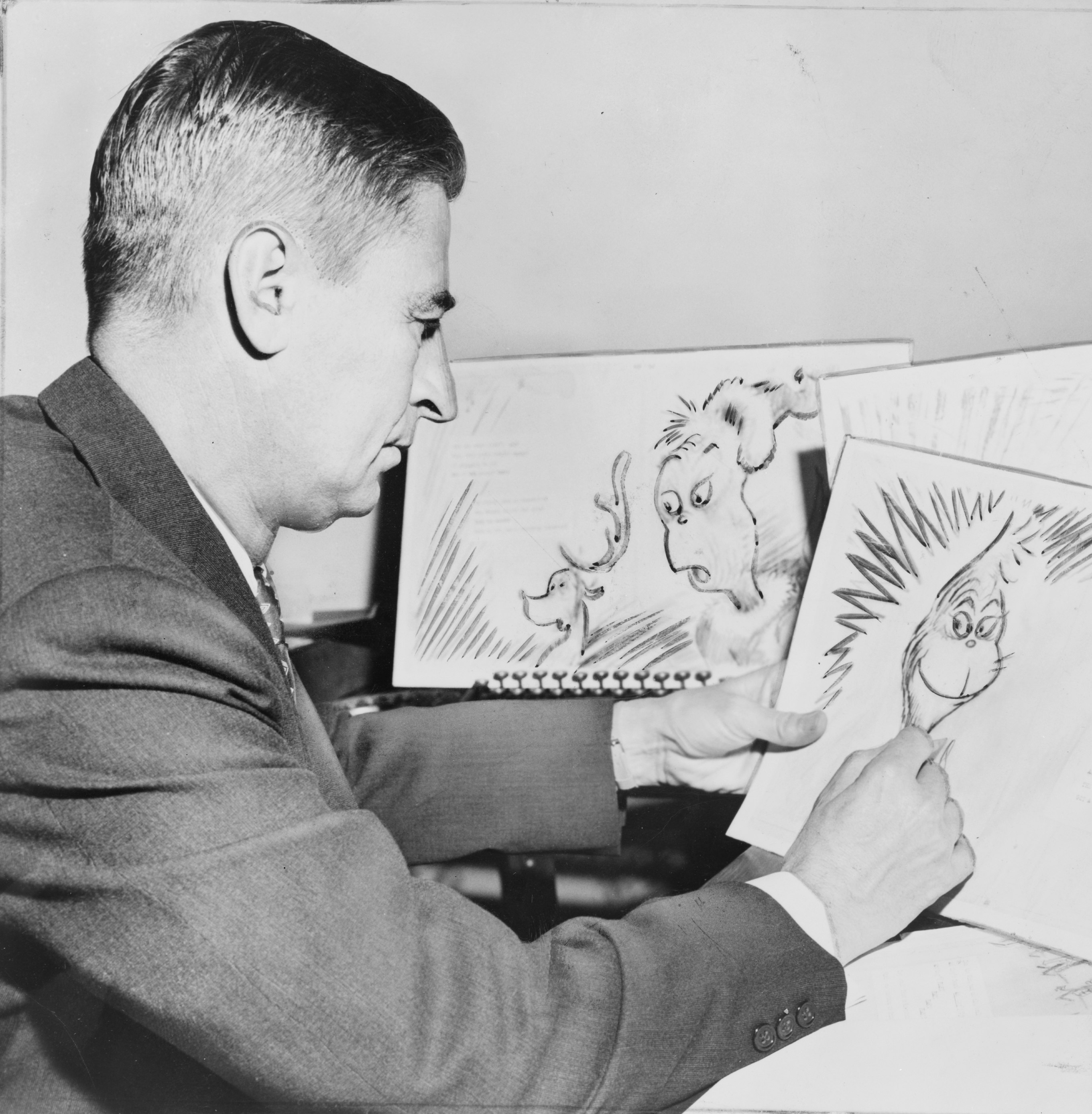

서명

시어도어 수스 가이절(영어: Theodor Seuss Geisel, 테오도르 조이스 가이절, i/suːs ˈɡaɪzəl, zɔɪs -/ 1904년 3월 2일 ~ 1991년 9월 24일), 간단히 닥터 수스(Dr. Seuss, 닥터 주스, /suːs, zuːs/)는 미국의 작가이자 만화가이다. 1904년에 태어나 1991년 캘리포니아주 라호야의 자택에서 암으로 사망했다.

## 개요
독특한 등장인물과 음율이 특징인 동화책을 60권 이상 만들었으며, 미국인들의 사랑을 받고 있다.
제2차세계대전 때에는 입대하여 미국 공군의 애니메이션 팀에서 일하였으며, 당시 만든 Design for Death는 1947년 오스카 상 최우수 다큐멘터리 상을 받았다.
Seuss의 발음은 본래 '소이스'이지만 많은 사람들이 '수스'라고 부르게 되었다.

## 작품
- 《로렉스》
- 《호튼》
- 《더 캣》
- 《그린치》(Grinch)
- 《T 박사의 피아노 레슨》
- 《green eggs and ham》

## 같이 보기
- 우블렉